# نظام تحرير النص التشعبي
كان نظام تحرير النص التشعبي، أو (HES) مشروعًا بحثيًا مبكرًا للنص التشعبي أجري في جامعة براون في عام 1967 من قبل أندريس فان دام وتيد نيلسون والعديد من طلاب جامعة براون. كان أول نظام نص تشعبي متاح على المعدات التجارية التي يمكن للمبتدئين استخدامها.
نظم النظام البيانات في نوعين رئيسيين: الروابط والنص المتفرع. يمكن ترتيب النص المتفرع تلقائيًا في قوائم، ويمكن أيضًا أن يكون لنقطة داخل منطقة معينة له اسم مخصص، يسمى label، ويمكن الوصول إليها لاحقًا بهذا الاسم من الشاشة. على الرغم من أن النظام كانت رائدة في العديد من مفاهيم النص التشعبي الحديثة، إلا أن تركيزها كان على تنسيق النص وطباعته.
طلب النظام وحدة عرض آي بي إم 2250 وقسمًا كبيرًا للذاكرة على جهاز الكمبيوتر الرئيسي بالحرم الجامعي IBM System/360 Model 50 الخاص بجامعة براون مما حد من استخدامه: «على الرغم من أنه تمت مشاركته مع الآخرين، إلا أنه كان قطعة تقنية بملايين الدولارات موجودة في غرفة آلة كبيرة تمكن فريق فان دام من استخدامها كجهاز كمبيوتر شخصي بشكل أساسي بين منتصف الليل والساعة 4 صباحًا». اُسْتُخْدِم البرنامج من قبل مركز هيوستن للمركبات الفضائية المأهولة التابع لناسا لتوثيق برنامج أبولو الفضائي. مُوِّلَ بحث المشروع من قبل شركة آي بي إم ولكن أُوْقِّف البرنامج حوالي عام 1969، واستبدل بمشروع FRESS (نظام استرداد الملفات وتحريرها).
يدعي تيد نيلسون الفضل في اختراع زر الرجوع فيما يتعلق بالنص التشعبي، حيث كان نظام تحرير النص التشعبي أول نظام يحتوي عليه.